# Biserica Greco-Catolică Albaneză
Biserica Greco-Catolică Albaneză (în latină Ecclesiae Graecae Catholico Albanica, în albaneză Kisha Katolike Bizantine Shqiptare) este o biserică autonomă de rit oriental aflată în deplină comuniune cu Biserica Catolică, ai cărei membri locuiesc în Albania. Administrația Apostolică a Albaniei de Sud, cu sediul în orașul Vlorë, are sub jurisdicția ei o singură parohie de rit bizantin, pe cea din Elbasan.
Ieromonahul Iosif Papamihali, mort în închisoare în anul 1948, a fost beatificat de papa Francisc în data de 5 noiembrie 2016.